# Бернхард фон Харах
Бернхард фон Харах (на немски: Bernhard von Harrach; † 21 август 1433) от род фон Харах, е господар на Харах в Долна Австрия.

## Произход
Той е син на Удалрих (Улрих) фон Харах († 1401), господар на Отен, и Доротея Швандтнер. Баща му се жени втори път 1357 г. за Юлиана Грубнер фон Алайнщайг. Внук е на Теодорих (Дитрих) фон Харах († 1336) и Кунигунда. Племенник е на Паул фон Харах († 1377), епископ на Гурк (1352 – 1359), епископ на Фрайзинг (1359 – 1377).

## Фамилия
Първи брак: с Доротея фон Фолкра, дъщеря на Стефан фон Фолкра, господар на Дорнах, и Барбара Талхамер. Те имат шест деца:
- Албрехт фон Харах, женен за Мария фон Клинген
- Петер фон Харах
- Улрих фон Харах
- Фридрих фон Харах († 1486), женен за Барбара Гьотцендьорферин
- Леонхард I фон Харах († 8 януари 1461), хауптман на Каринтия, женен I. за Анна Целер, II. за Магдалена фон Вакерцил, III. за Урсула Пелайтер (1422 – 1478)
- Барбара фон Харах, омъжена за Стефан Генцендорф

Втори брак: с Урсула Крумпахер. Те имат двама сина:
- Ханс фон Харах († 17 юни 1480), господар на Гогич, женен за Катарина Аланцбекх
- Освалд фон Харах, женен за Маргарета Клингенбрунер